# 63大廈

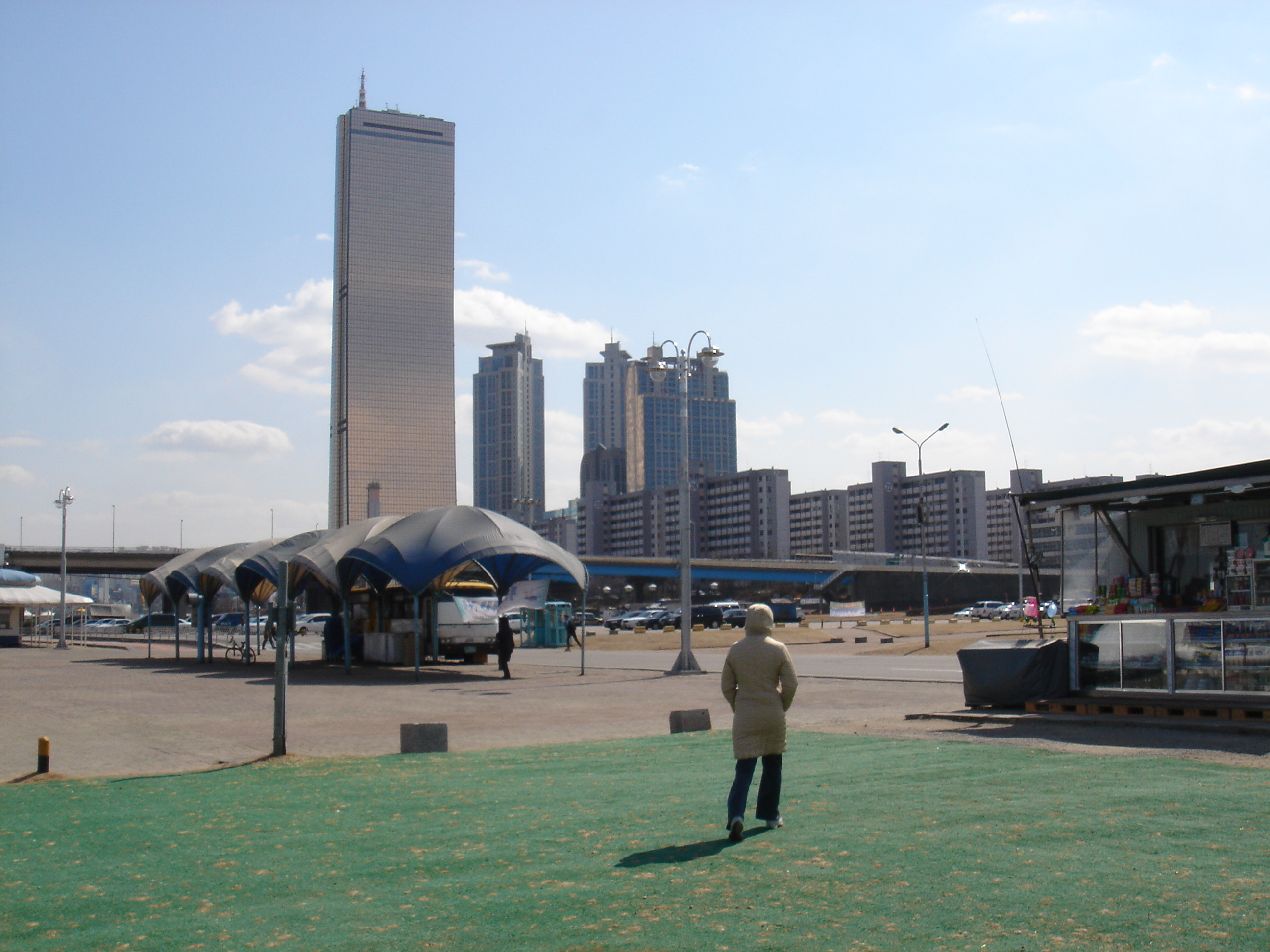
63大廈及其周邊環境

大韓生命63大廈（韓語：63빌딩，或譯63大廈、63 City（63시티）等），是一座位於南韓首爾汝矣島的摩天大廈，由大韓生命保險規劃興建，座落於漢江江畔。它高度約為249米（817尺），為南韓第18高、全球大廈高度排行第102的大廈。63（讀音「六三」）代表大樓的正式的樓層數目63，其中60層在地面以上，頂層被視為第63樓。
大樓於1985年落成，當時為亞洲最高的建築，取代位於日本東京的太陽城60。雖然這個地位在一年後為位於新加坡的萊佛士坊一號所取代，但那時候仍然是南韓最高的大廈，直至2002年木洞海波利昂中心一期A座（Mok-dong Hyperion I, Tower A）的落成為止。

## 大廈設施

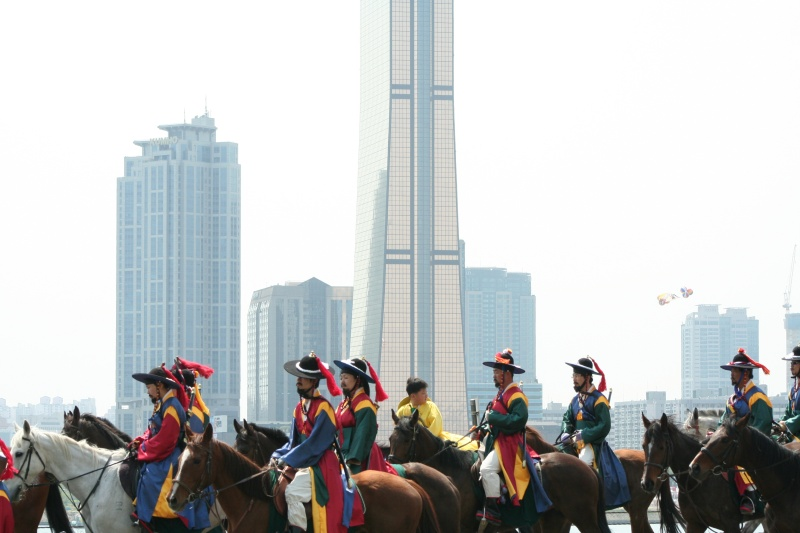
大厦侧面

大廈低層部份有一個約有90個商舖的大型購物區、一個IMAX電影院及一個水族館。大樓內也有一個會議中心及一個宴會廳。位於頂層的觀景台（被稱為「63 Golden Tower」）是一個觀覽首爾景色的良好及熱門地點。大廈亦設有特別的觀景升降機，裝設在這些升降機的窗戶，可讓乘客在前往觀景台（或自觀景台下來）時觀賞首爾的景色。

### 63 Sea World
63 Sea World（63씨월드）是一個位於63大廈內的大型水族館，於1985年7月27日開幕。水族館的面積約有1078坪，保有共400多種水族生物，包括企鵝、露脊鼠海豚、電鰻、食人魚、海鰻、水獺等等。此外，還有皇帶魚、腔棘魚等的剝製動物標本的展覽。

## 公共交通
- 首爾地鐵
  - ■5號線 - 汝矣渡口驛（527）
- 巴士
  - 幹線：261、362
  - 支線：5534、5633、7611
  - 循環線：62
  - 廣域線：9409

## 流行文化
- 63大廈被用作電視劇《我的女孩》的主要外景拍攝場地之一。
- 63大廈也成為電腦遊戲《模擬城市3000》及《模擬城市4》中的地標之一。
- 63大廈是電視劇《City Hall市政廳》中女主角辛未來帶男主角祖國看政治藍圖的地方。
- 63大廈也有出現在日本格鬥遊戲《拳皇2002》的韓國場景中。

## 外部連結
- 官方網站： http://www.63.co.kr/63eng/63Main.jsp（页面存档备份，存于） http://www.63.co.kr/63chn/63Main.jsp（页面存档备份，存于）

37°31′11.24″N 126°56′25.11″E / 37.5197889°N 126.9403083°E